# Domenico Mezzadri
Domenico Mezzadri (San Rocco al Porto, 1867. január 30. – Chioggia, 1936. december 8.) a Chioggiai egyházmegye püspöke volt.

## Élete
Mezzadri 1867-ben született San Rocco al Portóban, a lodiói szemináriumban tanult. 1889-ben szentelték pappá. 1920. július 2-án XV. Benedek pápa őt nevezte ki Chioggia püspökévé.

## Emlékezete
Caselle Landiban és Sant’Angelo Lodigianóban, ahol a 20. század kezdetén pap volt, teret és utcát neveztek el róla.